# Thrasher (Band)
Thrasher war eine US-amerikanische Heavy-Metal-Supergroup aus New York City, New York, die im Jahr 1983 gegründet wurde und sich etwa 1985 auflöste.

## Geschichte
Die Band wurde im Jahr 1983 gegründet. Im Juni und Juli 1984 finanzierte Combat Records das Bandprojekt Thrasher, das aus verschiedenen teils aus anderen Bands bekannten Künstlern bestand. Kopf der Gruppe war Schlagzeuger Carl Canedy, der zudem auch das nachfolgende Album produzierte und die Lieder schrieb. Als weiterer Songschreiber war Gitarrist Andy „Duck“ MacDonald tätig. Die Gruppe begab sich daraufhin in die Music America Studios in New York, um das Debütalbum aufzunehmen. Als weitere Mitglieder waren hierbei der Schlagzeuger Gary Driscoll (Rainbow, Elf), die Bassisten Kenny Aaronson (HSAS), Billy Sheehan (Talas), Peter „Mars“ Cowling (sonst mit Pat Travers aktiv), Gary Bordonaro (The Rods), die Gitarristen Dan Spitz (Anthrax), Jack Starr (Virgin Steele), Kim Simmonds (Savoy Brown) und die Sänger Brad Sinsel (TKO), Dan Beehler (Exciter), Rhett Forrester (Riot), Dickie Peterson (Blue Cheer), James Rivera (Helstar, Vicious Rumors, Agent Steel), Jackie Kenyon, sowie die Sängerinnen Maryann Scandiffio (Blacklace) und Leslie Dunn vertreten. Das Album erschien im Jahr 1985 bei Combat Records unter dem Namen Burning at the Speed of Light. Danach löste sich die Band auf.

## Stil
Laut Metal Harry vom Metal Hammer dominierte der Heavy-Metal-Anteil auf Burning at the Speed of Light, wobei das Ergebnis bei einem solchen Star-Aufgebot enttäuschend sei. Laut Martin Popoff in seinem Buch The Collector’s Guide of Heavy Metal Volume 2: The Eighties seien auf dem Album klangliche Parallelen zu Judas Priest und Accept hörbar.

## Diskografie
- 1985: Burning at the Speed of Light (Album, Combat Records)